# Alan Alegre
Alan Jesús Alegre (Quilmes, 3 febbraio 1991) è un calciatore argentino, difensore svincolato.

## Caratteristiche tecniche
È un difensore centrale.

## Carriera
Cresciuto nelle giovanili del Quilmes, ha esordito in prima squadra l'8 giugno 2013 in occasione del match di campionato vinto 2-1 contro l'Arsenal Sarandí.

## Statistiche

### Presenze e reti nei club
Statistiche aggiornate al 18 maggio 2018.
| Stagione        | Squadra         | Campionato      | Campionato | Campionato | Coppe nazionali | Coppe nazionali | Coppe nazionali | Coppe continentali | Coppe continentali | Coppe continentali | Altre coppe | Altre coppe | Altre coppe | Totale | Totale | Totale |
| Stagione        | Squadra         | Comp            | Pres       | Reti       | Comp            | Pres            | Reti            | Comp               | Pres               | Reti               | Comp        | Pres        | Reti        | Pres   | Reti   |        |
| --------------- | --------------- | --------------- | ---------- | ---------- | --------------- | --------------- | --------------- | ------------------ | ------------------ | ------------------ | ----------- | ----------- | ----------- | ------ | ------ | ------ |
| 2012-2013       | Quilmes         | PD              | 2          | 0          | CA              | 0               | 0               |                    | -                  | -                  |             | -           | -           | 2      | 0      |        |
| 2013-2014       | Quilmes         | PD              | 19         | 1          | CA              | 1               | 0               |                    | -                  | -                  |             | -           | -           | 20     | 1      |        |
| 2014            | Quilmes         | PD              | 11         | 1          |                 | -               | -               |                    | -                  | -                  |             | -           | -           | 11     | 1      |        |
| 2015            | Quilmes         | PD              | 25         | 0          | CA              | 3               | 0               |                    | -                  | -                  |             | -           | -           | 28     | 0      |        |
| 2016            | Quilmes         | PD              | 11         | 0          | CA              | 0               | 0               |                    | -                  | -                  |             | -           | -           | 11     | 0      |        |
| Totale Quilmes  | Totale Quilmes  | Totale Quilmes  | 68         | 6          |                 | 4               | 0               |                    | 0                  | 0                  |             | -           | -           | 72     | 6      |        |
| 2016-2017       | Aldosivi        | PD              | 18         | 3          | CA              | 0               | 0               |                    | -                  | -                  |             | -           | -           | 18     | 3      |        |
| 2017-2018       | Aldosivi        | BN              | 12         | 1          | CA              | 0               | 0               |                    | -                  | -                  |             | -           | -           | 12     | 1      |        |
| Totale carriera | Totale carriera | Totale carriera | 98         | 6          |                 | 4               | 0               |                    | 0                  | 0                  |             | -           | -           | 102    | 6      |        |